# 薛士通
薛士通（?—?），常州义兴县（今江苏省宜兴市）人，祖籍河东郡汾阴县（今山西省运城市万荣县），出自河东薛氏南祖，隋朝、唐朝官员。
隋炀帝大业年间，薛士通为鹰扬郎将。江都之乱，薛士通与同乡闻人嗣安等人据守毗陵郡本郡，以御寇贼。武德二年（619年），遣使归唐，唐高祖嘉赏他，赐玺书慰勉，任命他为东武州刺史。辅公祏在江都反唐，自称宋帝，派部将西门君仪等攻打常州，薛士通率兵拒战，大破辅宋军，西门君仪等人仅以身免。唐朝平定辅公祏，封薛士通为临汾侯。唐太宗贞观初年，担任泉州刺史，去世。其子薛谦光。